# Cryptorhopalum pilosum
Cryptorhopalum pilosum is een keversoort uit de familie spektorren (Dermestidae). De wetenschappelijke naam van de soort werd in 1870 gepubliceerd door Theodor Franz Wilhelm Kirsch.